# Ouzouer-le-Marché
Ouzouer-le-Marché is een plaats en voormalige gemeente in het Franse departement Loir-et-Cher in de regio Centre-Val de Loire en telt 1576 inwoners (1999). De plaats maakt deel uit van het arrondissement Blois.

## Geschiedenis
Ouzouer-le-Marché maakte tot 22 maart 2015 deel uit van het kanton Ouzouer-le-Marché en was een van de 10 gemeenten die werd opgenomen in het op die dag gevormde kanton La Beauce. Met zes daarvan, La Colombe, Membrolles, Prénouvellon, Semerville, Tripleville en Verdes, fuseerde de gemeente op 1 januari 2016 tot de commune nouvelle Beauce la Romaine, waarvan Ouzouer-le-Marché de hoofdplaats werd.

## Geografie
De oppervlakte van Ouzouer-le-Marché bedraagt 28,1 km², de bevolkingsdichtheid is 56,1 inwoners per km².
De onderstaande kaart toont de ligging van Ouzouer-le-Marché met de belangrijkste infrastructuur en aangrenzende gemeenten.

## Demografie
Onderstaande figuur toont het verloop van het inwonertal (bron: INSEE-tellingen).